# باربارا کارتلند
باربارا کارتلند (به انگلیسی: Barbara Cartland) (متولد ۹ ژوئیه ۱۹۰۱، متوفی در ۲۱ می ۲۰۰۰) نویسندهٔ پرکار انگلیسی بود. او در طول عمر خود بیش از ۷۰۰ عنوان کتاب نوشته‌است. باربارا کارتلند به دلیل رمانهای عاشقانه اش مشهور است.